# Mandato francese della Siria e del Libano
Il mandato francese della Siria e del Libano (in francese Mandat pour la Syrie et le Liban, in arabo الانتداب الفرنسي على سوريا ولبنان‎?, al-intidāb al-fransi 'ala suriya wa-lubnān; 1923−1946) fu un mandato della Società delle Nazioni di classe A creato dopo la prima guerra mondiale in seguito alla caduta dell'Impero ottomano. Il sistema del mandato doveva differire dal colonialismo, con il paese al governo destinato a fungere da amministratore fiduciario fino a quando gli abitanti non fossero stati considerati ammissibili all'autogoverno. A quel punto, il mandato sarebbe scaduto e sarebbe nato uno stato indipendente.
Nei due anni che seguirono la fine della guerra nel 1918, in base all'accordo Sykes-Picot firmato da Regno Unito e Francia durante il conflitto, gli inglesi ebbero il controllo della provincia ottomana della Mesopotamia (Iraq) e della parte meridionale della provincia di Siria (Palestina e Transgiordania), mentre i francesi controllavano il resto della Siria ottomana, il Libano, Alessandretta (Hatay) e parti della Turchia sudorientale.
L'amministrazione della regione sotto i francesi venne effettuata attraverso diversi governi e territori, tra cui la Federazione siriana (1922-1924), lo stato di Siria (1924-1930) e la Repubblica siriana (1930-1958), come così come gli stati più piccoli: lo Stato del Grande Libano, lo stato alawita e lo stato del Gebel Druso. Hatay venne annessa dalla Turchia nel 1939. Il mandato francese durò fino al 1943, quando emersero due paesi indipendenti, la Siria ed il Libano. Le truppe francesi alla fine lasciarono la Siria e il Libano nel 1946.

## Antefatti
Con la sconfitta degli ottomani in Siria, le truppe britanniche, sotto il generale Sir Edmund Allenby, entrarono a Damasco nel 1918 accompagnate dalle truppe della rivolta araba guidate da Faysal, figlio dello sharif Hussein della Mecca. Faysal istituì il primo nuovo governo arabo del dopoguerra a Damasco nell'ottobre del 1918 e nominò Ali Rida Paşa al-Rikabi un governatore militare.

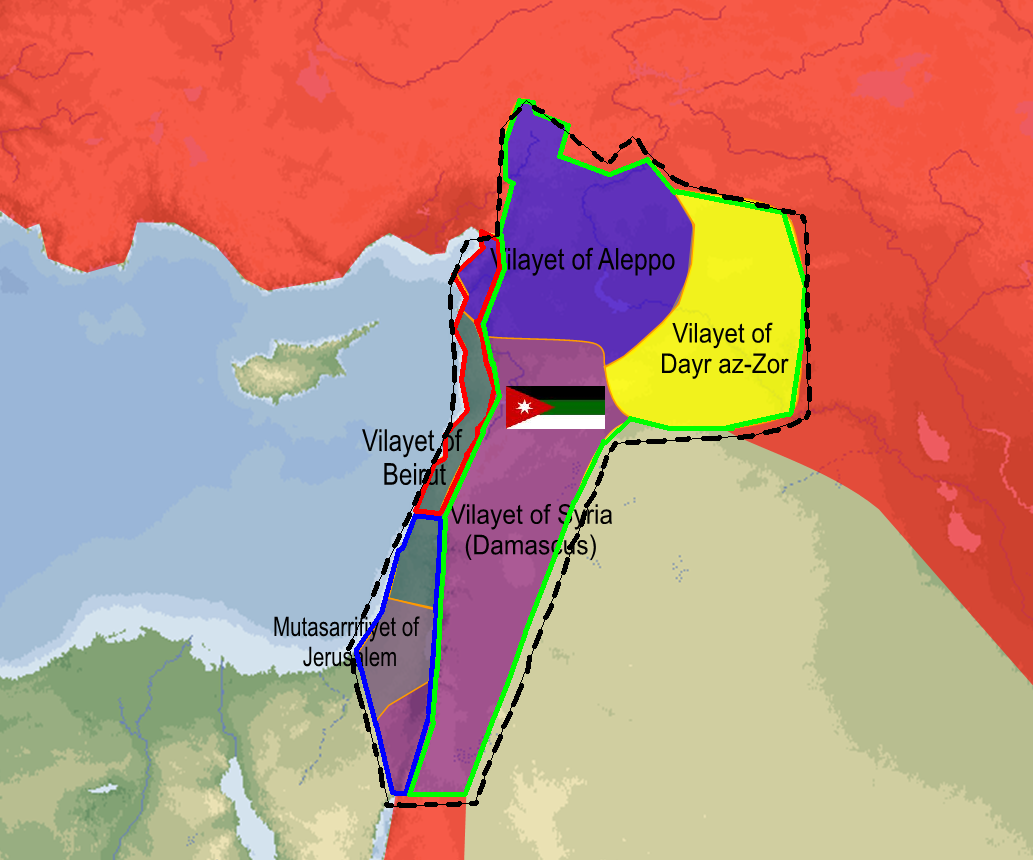
Il "Regno di Siria" nel 1918

La nuova amministrazione araba formò i governi locali nelle principali città siriane e la bandiera panaraba venne alzata in tutta la Siria. Gli arabi speravano, con fede nelle precedenti promesse britanniche, che il nuovo stato arabo avrebbe incluso tutte le terre arabe che si estendevano da Aleppo, nel nord della Siria, ad Aden, nel sud dello Yemen.
Tuttavia, in conformità con l'accordo segreto Sykes-Picot tra Gran Bretagna e Francia, l generale Allenby assegnò all'amministrazione araba solo le regioni interne della Siria (la zona orientale). La Palestina (la zona meridionale) era riservata agli inglesi. L'8 ottobre, le truppe francesi sbarcarono a Beirut e occuparono la regione costiera libanese a sud di Naqura (la zona occidentale), sostituendo lì le truppe britanniche. I francesi sciolsero immediatamente i governi arabi locali nella regione.

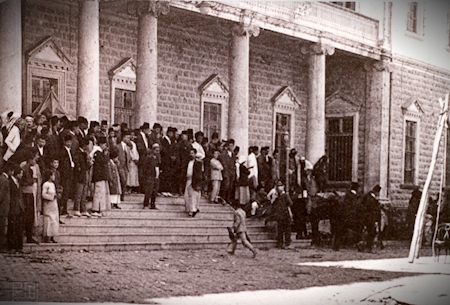
Il Congresso Nazionale Siriano nel 1919

La Francia richiese la piena attuazione dell'accordo Sykes-Picot, con la Siria sotto il suo controllo. Il 26 novembre 1919, le forze britanniche si ritirarono da Damasco per evitare il confronto con i francesi, lasciando il governo arabo ad affrontare la Francia. Faysal aveva viaggiato diverse volte in Europa, dal novembre 1918, cercando di convincere Francia e Gran Bretagna a cambiare posizione, ma senza successo. La determinazione della Francia ad intervenire in Siria venne dimostrata dalla nomina del generale Henri Gouraud a commissario supremo in Siria e in Cilicia. Alla conferenza di pace di Parigi, Faysal si trovò in una posizione ancora più debole quando le potenze europee decisero di ignorare le promesse fatte agli arabi che ora essi chiedevano di adempiere.
Nel maggio del 1919 si tennero le elezioni per il Congresso Nazionale Siriano, che si riunì a Damasco. L'80% dei seggi andò ai conservatori. Tuttavia, la minoranza includeva figure nazionaliste arabe dinamiche come Jamil Mardam Bey, Shukri al-Quwwatli, Ahmad al-Qadri, Ibrahim Hananu e Riyad al-Sulh. Il capo era il nazionalista moderato Hashim el-Atassi.
Nel giugno 1919, la Commissione americana King-Crane arrivò in Siria per chiedere all'opinione pubblica locale informazioni sul futuro del paese. Il mandato della commissione si estese da Aleppo a Be'er Sheva. Essi visitarono 36 città principali, incontrarono oltre 2.000 delegazioni provenienti da oltre 300 villaggi e ricevettero oltre 3.000 petizioni. Le loro conclusioni confermarono l'opposizione dei siriani al mandato nel loro paese e alla dichiarazione Balfour e la loro richiesta di una Grande Siria unificata che abbracciasse la Palestina. Le conclusioni della commissione vennero ignorate sia dalla Gran Bretagna che dalla Francia.

Sigillo degli stati sotto mandato francese dopo la prima guerra mondiale (tra cui la Siria) intorno al 1925. Il testo è "DOUANE DES ÉTATS SOUS MANDAT FRANÇAIS" (Dogana degli stati sotto mandato francese)

In Siria scoppiarono disordini quando Faysal accettò un compromesso con il primo ministro francese Clemenceau. Scoppiarono manifestazioni anti-hashemite e gli abitanti musulmani sul e intorno al Monte Libano si ribellarono nel timore di essere incorporati in un nuovo stato, principalmente cristiano, del Grande Libano. Una parte della rivendicazione della Francia su questi territori nel Levante era che la Francia era una protettrice delle comunità cristiane di minoranza, in particolare quella maronita del Monte Libano.
Nel marzo 1920, il congresso di Damasco adottò una risoluzione che respingeva gli accordi Faysal-Clemenceau. Il congresso dichiarò l'indipendenza della Siria nei suoi confini naturali (compresa la Siria meridionale o Palestina) e proclamò Faysal il re di tutti gli arabi. Faysal invitò Ali Rida al-Rikabi a formare un governo. Il congresso proclamò anche l'unione politica ed economica con il vicino Iraq e richiese inoltre la sua indipendenza. Il 25 aprile, il supremo consiglio inter-alleato, che stava formulando il trattato di Sèvres, conferì alla Francia il mandato della Siria (incluso il Libano) e concesse alla Gran Bretagna il mandato della Palestina (compresa la Giordania) e dell'Iraq. I siriani reagirono con manifestazioni violente ed il 7 maggio 1920 venne formato un nuovo governo guidato da Hashim el-Atassi. Il nuovo governo decise di organizzare la coscrizione generale ed iniziò a formare un esercito.

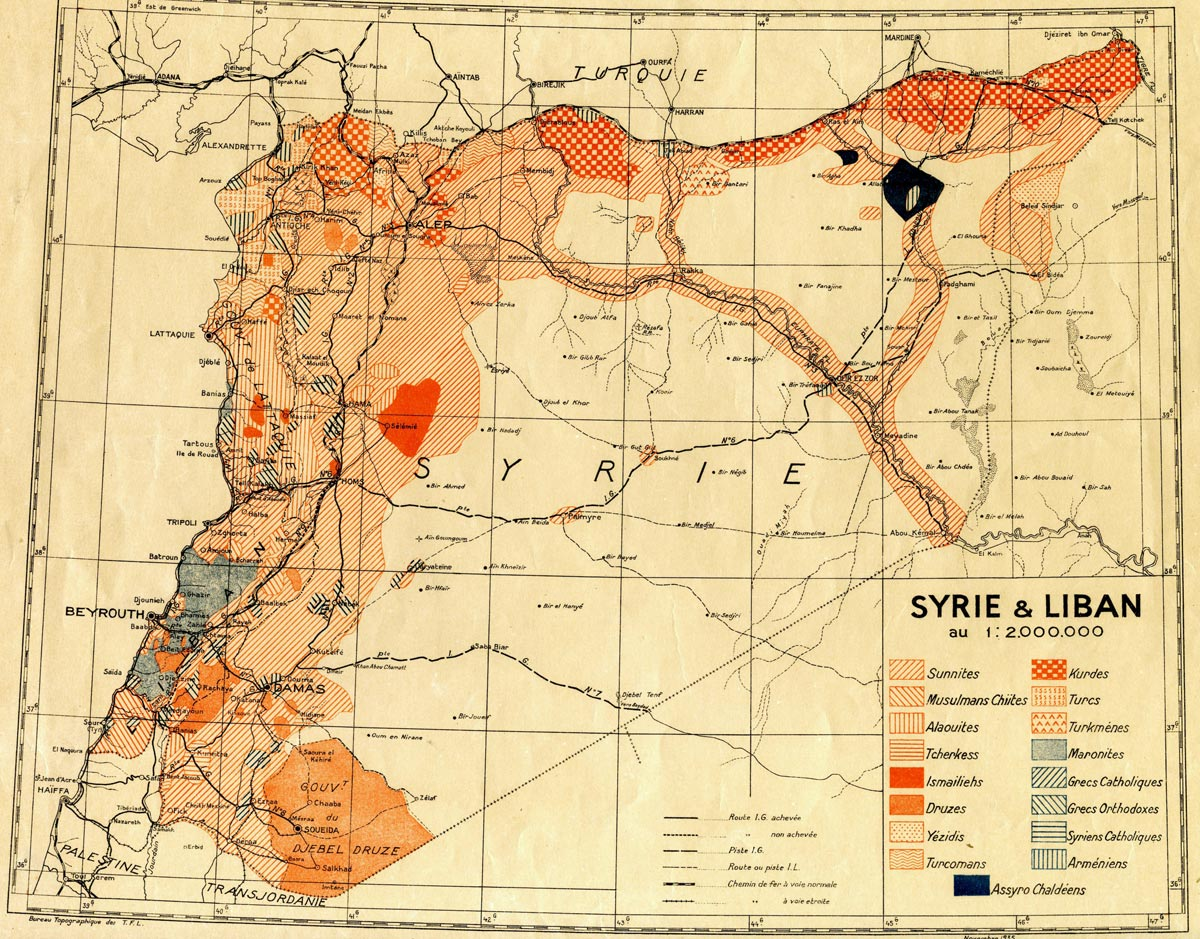
Mappa della popolazione nel mandato francese della Siria e del Libano nel 1935

Queste decisioni provocarono reazioni avverse da parte della Francia e del patriarcato maronita del Monte Libano, che denunciarono le decisioni come un "colpo di Stato". A Beirut, la stampa cristiana espresse la sua ostilità nei confronti delle decisioni del governo di Faysal. I nazionalisti libanesi usarono la crisi contro il governo di Faysal per convocare un consiglio di personalità cristiane a Baabda che proclamò l'indipendenza del Libano il 22 marzo 1920.
Il 14 luglio 1920, il generale Henri Gouraud emise un ultimatum a Faysal, dandogli la scelta tra la sottomissione o l'abdicazione. Rendendosi conto che l'equilibrio di potere non era a suo favore, Faysal scelse di collaborare. Tuttavia, il giovane ministro della Guerra, Yusuf al-'Azma, rifiutò di aderire. Nella conseguente guerra franco-siriana, le truppe siriane sotto al-'Azma, composte dalle truppe rimaste dell'esercito arabo, da cavalieri beduini e da volontari civili, affrontarono i 12.000 soldati francesi meglio addestrati sotto il comando del generale Mariano Goybet nella battaglia di Maysalun. I francesi vinsero la battaglia in meno di un giorno e Azma morì sul campo di battaglia insieme a molti soldati siriani, mentre i soldati rimasti probabilmente disertarono. Il generale Goybet conquistò Damasco di fronte a poca resistenza il 24 luglio 1920 e il mandato venne redatto a Londra due anni dopo, il 24 luglio 1922.

## Gli stati creati sotto il mandato francese

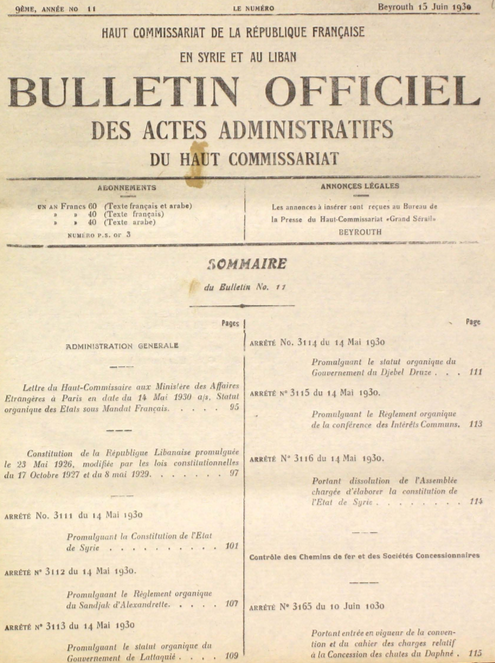
Bulletin Officiel des Actes Administratifs du Haut Commissariat, 14 maggio 1930, che annuncia le costituzioni degli Stati all'interno del mandato francese della Siria e del Libano

Mappa che mostra gli stati del mandato francese dal 1921 al 1922

Arrivati in Libano, i francesi vennero accolti come liberatori dalla comunità cristiana maronita, ma entrando in Siria dovettero affrontare forti resistenze.
La regione del mandato venne suddivisa in sei stati. Erano gli stati di Damasco (1920), Aleppo (1920), Alauita (1920), Gebel Druso (1921), il sangiaccato autonomo di Alessandretta (1921, l'odierna Hatay) e lo Stato del Grande Libano (1920), che divenne in seguito l'attuale paese del Libano.
Il disegno di quegli stati era basato in parte sulla composizione settaria sul territorio in Siria. Tuttavia, quasi tutte le sette siriane erano ostili al mandato francese e alla divisione da esso creata. Ciò venne meglio dimostrato dalle numerose rivolte che i francesi affrontarono in tutti gli stati siriani. I cristiani maroniti del Monte Libano, d'altra parte, erano una comunità con un sogno d'indipendenza che si stava realizzando sotto i francesi; pertanto, il Grande Libano era l'eccezione tra gli stati di recente formazione.
La Francia impiegò tre anni dal 1920 al 1923 per ottenere il totale controllo della Siria e reprimere tutte le insurrezioni scoppiate, in particolare nei territori alauiti, sul Monte Druso e ad Aleppo.

Sebbene ci fossero rivolte nei diversi stati, i francesi diedero deliberatamente ai diversi gruppi etnici e religiosi nel Levante le proprie terre nella speranza di prolungare il loro dominio. I francesi speravano di concentrarsi sulla frammentazione dei vari gruppi nella regione, in modo che la popolazione locale non si concentrasse sul più ampio movimento nazionalista che cercava di porre fine al dominio coloniale. Inoltre, l'amministrazione dei governi statali era fortemente dominata dai francesi. Alle autorità locali venne dato un potere molto limitato e non avevano l'autorità per decidere autonomamente la politica. La piccola quantità di potere che avevano i leader locali poteva essere facilmente annullata dai funzionari francesi. I francesi fecero tutto il possibile per impedire alle popolazioni del Levante di sviluppare organi di governo autosufficienti. Nel 1930, la Francia estese la sua costituzione alla Siria.
| Vilayet di Beirut e Monte Libano | Vilayet di Beirut e Monte Libano | Vilayet di Beirut e Monte Libano | Vilayet di Beirut e Monte Libano | Vilayet di Beirut e Monte Libano | Vilayet di Beirut e Monte Libano |            |            | Vilayet di Aleppo             | Vilayet di Aleppo       | Vilayet di Aleppo       | Vilayet di Aleppo       | Vilayet di Aleppo       | Vilayet di Aleppo       |  |  | Vilayet di Damasco                                                  | Vilayet di Damasco                                                  | Vilayet di Damasco                                                  | Vilayet di Damasco                                                  | Vilayet di Damasco                                                  | Vilayet di Damasco                                                  |       |       | Sangiaccato di Zor         | Sangiaccato di Zor         | Sangiaccato di Zor         | Sangiaccato di Zor         | Sangiaccato di Zor         | Sangiaccato di Zor         |  |  |                       |                       |                       |                       |                       |                       |  |  |  |  |  |  |  |  |  |  |  |  |  |  |  |  |  |  |  |  |  |  |  |  |  |  |
| Vilayet di Beirut e Monte Libano | Vilayet di Beirut e Monte Libano | Vilayet di Beirut e Monte Libano | Vilayet di Beirut e Monte Libano | Vilayet di Beirut e Monte Libano | Vilayet di Beirut e Monte Libano |            |            | Vilayet di Aleppo             | Vilayet di Aleppo       | Vilayet di Aleppo       | Vilayet di Aleppo       | Vilayet di Aleppo       | Vilayet di Aleppo       |  |  | Vilayet di Damasco                                                  | Vilayet di Damasco                                                  | Vilayet di Damasco                                                  | Vilayet di Damasco                                                  | Vilayet di Damasco                                                  | Vilayet di Damasco                                                  |       |       | Sangiaccato di Zor         | Sangiaccato di Zor         | Sangiaccato di Zor         | Sangiaccato di Zor         | Sangiaccato di Zor         | Sangiaccato di Zor         |  |  |                       |                       |                       |                       |                       |                       |  |  |  |  |  |  |  |  |  |  |  |  |  |  |  |  |  |  |  |  |  |  |  |  |  |  |
|                                  |                                  |                                  |                                  |                                  |                                  |            |            |                               |                         |                         |                         |                         |                         |  |  |                                                                     |                                                                     |                                                                     |                                                                     |                                                                     |                                                                     |       |       |                            |                            |                            |                            |                            |                            |  |  |                       |                       |                       |                       |                       |                       |  |  |  |  |  |  |  |  |  |  |  |  |  |  |  |  |  |  |  |  |  |  |  |  |  |  |
|                                  |                                  |                                  |                                  | OETA North                       | OETA North                       | OETA North | OETA North | OETA North                    | OETA North              |                         |                         |                         |                         |  |  | OETA East                                                           | OETA East                                                           | OETA East                                                           | OETA East                                                           | OETA East                                                           | OETA East                                                           |       |       |                            |                            |                            |                            |                            |                            |  |  |                       |                       |                       |                       |                       |                       |  |  |  |  |  |  |  |  |  |  |  |  |  |  |  |  |  |  |  |  |  |  |  |  |  |  |
|                                  |                                  |                                  |                                  | OETA North                       | OETA North                       | OETA North | OETA North | OETA North                    | OETA North              |                         |                         |                         |                         |  |  | OETA East                                                           | OETA East                                                           | OETA East                                                           | OETA East                                                           | OETA East                                                           | OETA East                                                           |       |       |                            |                            |                            |                            |                            |                            |  |  |                       |                       |                       |                       |                       |                       |  |  |  |  |  |  |  |  |  |  |  |  |  |  |  |  |  |  |  |  |  |  |  |  |  |  |
|                                  |                                  |                                  |                                  |                                  |                                  |            |            |                               |                         |                         |                         |                         |                         |  |  |                                                                     |                                                                     |                                                                     |                                                                     |                                                                     |                                                                     |       |       |                            |                            |                            |                            |                            |                            |  |  |                       |                       |                       |                       |                       |                       |  |  |  |  |  |  |  |  |  |  |  |  |  |  |  |  |  |  |  |  |  |  |  |  |  |  |
|                                  |                                  |                                  |                                  |                                  |                                  |            |            |                               |                         |                         |                         |                         |                         |  |  |                                                                     |                                                                     |                                                                     |                                                                     | Regno Arabo di Siria (1920)                                         |                                                                     |       |       |                            |                            |                            |                            |                            |                            |  |  |                       |                       |                       |                       |                       |                       |  |  |  |  |  |  |  |  |  |  |  |  |  |  |  |  |  |  |  |  |  |  |  |  |  |  |
|                                  |                                  |                                  |                                  |                                  |                                  |            |            |                               |                         |                         |                         |                         |                         |  |  |                                                                     |                                                                     |                                                                     |                                                                     |                                                                     |                                                                     |       |       |                            |                            |                            |                            |                            |                            |  |  |                       |                       |                       |                       |                       |                       |  |  |  |  |  |  |  |  |  |  |  |  |  |  |  |  |  |  |  |  |  |  |  |  |  |  |
|                                  |                                  |                                  |                                  |                                  |                                  |            |            |                               |                         |                         |                         |                         |                         |  |  |                                                                     |                                                                     |                                                                     |                                                                     |                                                                     |                                                                     |       |       |                            |                            |                            |                            |                            |                            |  |  |                       |                       |                       |                       |                       |                       |  |  |  |  |  |  |  |  |  |  |  |  |  |  |  |  |  |  |  |  |  |  |  |  |  |  |
| Grande Libano (1920–46)          | Grande Libano (1920–46)          | Grande Libano (1920–46)          | Grande Libano (1920–46)          | Grande Libano (1920–46)          | Grande Libano (1920–46)          |            |            | Stato Alauita (1920–36)       | Stato Alauita (1920–36) | Stato Alauita (1920–36) | Stato Alauita (1920–36) | Stato Alauita (1920–36) | Stato Alauita (1920–36) |  |  | Stato di Aleppo (incluso il Sangiaccato di Alessandretta) (1920–24) | Stato di Aleppo (incluso il Sangiaccato di Alessandretta) (1920–24) | Stato di Aleppo (incluso il Sangiaccato di Alessandretta) (1920–24) | Stato di Aleppo (incluso il Sangiaccato di Alessandretta) (1920–24) | Stato di Aleppo (incluso il Sangiaccato di Alessandretta) (1920–24) | Stato di Aleppo (incluso il Sangiaccato di Alessandretta) (1920–24) |       |       | Stato di Damasco (1920–24) | Stato di Damasco (1920–24) | Stato di Damasco (1920–24) | Stato di Damasco (1920–24) | Stato di Damasco (1920–24) | Stato di Damasco (1920–24) |  |  | Gebel Druso (1921–36) | Gebel Druso (1921–36) | Gebel Druso (1921–36) | Gebel Druso (1921–36) | Gebel Druso (1921–36) | Gebel Druso (1921–36) |  |  |  |  |  |  |  |  |  |  |  |  |  |  |  |  |  |  |  |  |  |  |  |  |  |  |
| Grande Libano (1920–46)          | Grande Libano (1920–46)          | Grande Libano (1920–46)          | Grande Libano (1920–46)          | Grande Libano (1920–46)          | Grande Libano (1920–46)          |            |            | Stato Alauita (1920–36)       | Stato Alauita (1920–36) | Stato Alauita (1920–36) | Stato Alauita (1920–36) | Stato Alauita (1920–36) | Stato Alauita (1920–36) |  |  | Stato di Aleppo (incluso il Sangiaccato di Alessandretta) (1920–24) | Stato di Aleppo (incluso il Sangiaccato di Alessandretta) (1920–24) | Stato di Aleppo (incluso il Sangiaccato di Alessandretta) (1920–24) | Stato di Aleppo (incluso il Sangiaccato di Alessandretta) (1920–24) | Stato di Aleppo (incluso il Sangiaccato di Alessandretta) (1920–24) | Stato di Aleppo (incluso il Sangiaccato di Alessandretta) (1920–24) |       |       | Stato di Damasco (1920–24) | Stato di Damasco (1920–24) | Stato di Damasco (1920–24) | Stato di Damasco (1920–24) | Stato di Damasco (1920–24) | Stato di Damasco (1920–24) |  |  | Gebel Druso (1921–36) | Gebel Druso (1921–36) | Gebel Druso (1921–36) | Gebel Druso (1921–36) | Gebel Druso (1921–36) | Gebel Druso (1921–36) |  |  |  |  |  |  |  |  |  |  |  |  |  |  |  |  |  |  |  |  |  |  |  |  |  |  |
|                                  |                                  |                                  |                                  |                                  |                                  |            |            |                               |                         |                         |                         |                         |                         |  |  |                                                                     |                                                                     |                                                                     |                                                                     |                                                                     |                                                                     |       |       |                            |                            |                            |                            |                            |                            |  |  |                       |                       |                       |                       |                       |                       |  |  |  |  |  |  |  |  |  |  |  |  |  |  |  |  |  |  |  |  |  |  |  |  |  |  |
|                                  |                                  |                                  |                                  |                                  |                                  |            |            |                               |                         |                         |                         |                         |                         |  |  |                                                                     |                                                                     |                                                                     |                                                                     | Stato di Siria (1925-30)                                            |                                                                     |       |       |                            |                            |                            |                            |                            |                            |  |  |                       |                       |                       |                       |                       |                       |  |  |  |  |  |  |  |  |  |  |  |  |  |  |  |  |  |  |  |  |  |  |  |  |  |  |
|                                  |                                  |                                  |                                  |                                  |                                  |            |            |                               |                         |                         |                         |                         |                         |  |  |                                                                     |                                                                     |                                                                     |                                                                     |                                                                     |                                                                     |       |       |                            |                            |                            |                            |                            |                            |  |  |                       |                       |                       |                       |                       |                       |  |  |  |  |  |  |  |  |  |  |  |  |  |  |  |  |  |  |  |  |  |  |  |  |  |  |
|                                  |                                  |                                  |                                  |                                  |                                  |            |            |                               |                         |                         |                         |                         |                         |  |  |                                                                     |                                                                     |                                                                     |                                                                     |                                                                     |                                                                     |       |       |                            |                            |                            |                            |                            |                            |  |  |                       |                       |                       |                       |                       |                       |  |  |  |  |  |  |  |  |  |  |  |  |  |  |  |  |  |  |  |  |  |  |  |  |  |  |
|                                  |                                  |                                  |                                  |                                  |                                  |            |            |                               |                         |                         |                         |                         |                         |  |  |                                                                     |                                                                     |                                                                     |                                                                     | Repubblica siriana (1930-58)                                        |                                                                     |       |       |                            |                            |                            |                            |                            |                            |  |  |                       |                       |                       |                       |                       |                       |  |  |  |  |  |  |  |  |  |  |  |  |  |  |  |  |  |  |  |  |  |  |  |  |  |  |
|                                  |                                  |                                  |                                  |                                  |                                  |            |            |                               |                         |                         |                         |                         |                         |  |  |                                                                     |                                                                     |                                                                     |                                                                     |                                                                     |                                                                     |       |       |                            |                            |                            |                            |                            |                            |  |  |                       |                       |                       |                       |                       |                       |  |  |  |  |  |  |  |  |  |  |  |  |  |  |  |  |  |  |  |  |  |  |  |  |  |  |
|                                  |                                  |                                  |                                  |                                  |                                  |            |            |                               |                         |                         |                         |                         |                         |  |  |                                                                     |                                                                     |                                                                     |                                                                     |                                                                     |                                                                     |       |       |                            |                            |                            |                            |                            |                            |  |  |                       |                       |                       |                       |                       |                       |  |  |  |  |  |  |  |  |  |  |  |  |  |  |  |  |  |  |  |  |  |  |  |  |  |  |
|                                  |                                  |                                  |                                  |                                  |                                  |            |            | Repubblica di Hatay (1938–39) |                         |                         |                         |                         |                         |  |  |                                                                     |                                                                     |                                                                     |                                                                     |                                                                     |                                                                     |       |       |                            |                            |                            |                            |                            |                            |  |  |                       |                       |                       |                       |                       |                       |  |  |  |  |  |  |  |  |  |  |  |  |  |  |  |  |  |  |  |  |  |  |  |  |  |  |
|                                  |                                  |                                  |                                  |                                  |                                  |            |            |                               |                         |                         |                         |                         |                         |  |  |                                                                     |                                                                     |                                                                     |                                                                     |                                                                     |                                                                     |       |       |                            |                            |                            |                            |                            |                            |  |  |                       |                       |                       |                       |                       |                       |  |  |  |  |  |  |  |  |  |  |  |  |  |  |  |  |  |  |  |  |  |  |  |  |  |  |
| Libano                           | Libano                           | Libano                           | Libano                           | Libano                           | Libano                           |            |            | Turchia                       | Turchia                 | Turchia                 | Turchia                 | Turchia                 | Turchia                 |  |  |                                                                     |                                                                     |                                                                     |                                                                     | Siria                                                               | Siria                                                               | Siria | Siria | Siria                      | Siria                      |                            |                            |                            |                            |  |  |                       |                       |                       |                       |                       |                       |  |  |  |  |  |  |  |  |  |  |  |  |  |  |  |  |  |  |  |  |  |  |  |  |  |  |

### Lo Stato del Grande Libano
Il 3 agosto 1920, l'Arrêté 299 dell'Haut-commissariat de la République française en Syrie et au Liban collegò i cazas di Hasbaya, Rashaya, Maalaka e Baalbek a quello che allora era conosciuto come il Territorio autonomo del Libano. Quindi, il 31 agosto 1920, il generale Gouraud firmò l'Arrêté 318 delimitando lo Stato del Grande Libano, con note esplicative che affermavano che il Libano sarebbe stato trattato separatamente dal resto della Siria. Il 1º settembre 1920, il generale Gouraud proclamò pubblicamente la creazione dello Stato del Grande Libano (in francese État du Grand Liban, in arabo دولة لبنان الكبير‎?) in una cerimonia a Beirut.

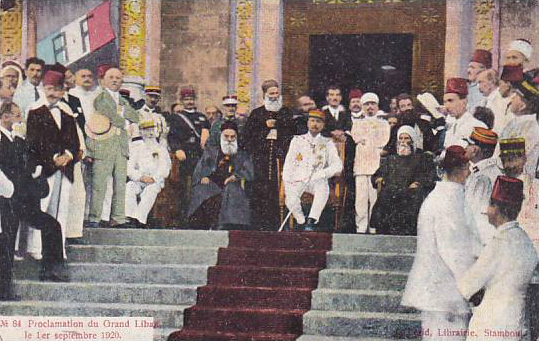
Il generale Gourard proclama la creazione dello Stato del Grande Libano

Il Grande Libano venne creato dalla Francia per essere un "rifugio sicuro" per la popolazione maronita della mutasarrifia (unità amministrativa ottomana) del Monte Libano. Il monte Libano, un'area a maggioranza maronita, aveva goduto di vari gradi di autonomia durante l'era ottomana. Tuttavia, oltre alla Mutasarrifia maronita vennero aggiunte altre regioni, principalmente musulmane, che formavano il "Grande" Libano. Queste regioni corrispondono oggi al Libano settentrionale, al Libano meridionale, alla valle della Beqa' e a Beirut. La capitale del Grande Libano era Beirut. Al nuovo stato venne concessa una bandiera che fondeva la bandiera francese con il cedro del Libano. I maroniti erano la maggioranza in Libano e riuscirono a preservare la sua indipendenza; un'indipendenza che creò un precedente unico nel mondo arabo dato che il Libano fu il primo paese arabo in cui i cristiani non erano una minoranza. Lo stato del Grande Libano esistette fino al 23 maggio 1926, dopo di che divenne la Repubblica libanese.
La maggior parte dei musulmani nel Grande Libano respinse il nuovo stato al momento della sua creazione. Alcuni credono che la continua richiesta musulmana di riunificazione con la Siria alla fine abbia provocato un conflitto armato tra musulmani e cristiani nel 1958, quando i musulmani libanesi vollero unirsi alla proclamata Repubblica araba unita, mentre i cristiani libanesi erano fortemente contrari. Tuttavia, la maggior parte dei membri delle comunità musulmane libanesi e le loro élite politiche erano impegnate nell'idea di essere cittadini libanesi alla fine degli anni '30, anche se tendevano anche a nutrire sentimenti nazionalisti arabi.

### Lo Stato alauita
Il 19 agosto 1920, il generale Gouraud firmò l'Arrêté 314, che aggiunse al sangiaccato autonomo di Alessandretta i cazas di Jisr el-Choughour, i madriyeh di Baher e Bujack (caza di Latakia), il moudiriyeh di Kinsaba (caza di Sahyoun) "con una visione della formazione dei territori del Grande Libano e dei Monti Ansarieh"; dove l'area "Monti Ansarieh" doveva diventare lo stato alauita. Il 31 agosto 1920, lo stesso giorno in cui venne firmato il decreto che istituiva il Grande Libano, il generale Gouraud firmò l'Arrêté 319 che delimita lo Stato Alauita e l'Arrêté 317 che aggiungeva la caza di Masyaf (Omranie) nel nuovo Stato.

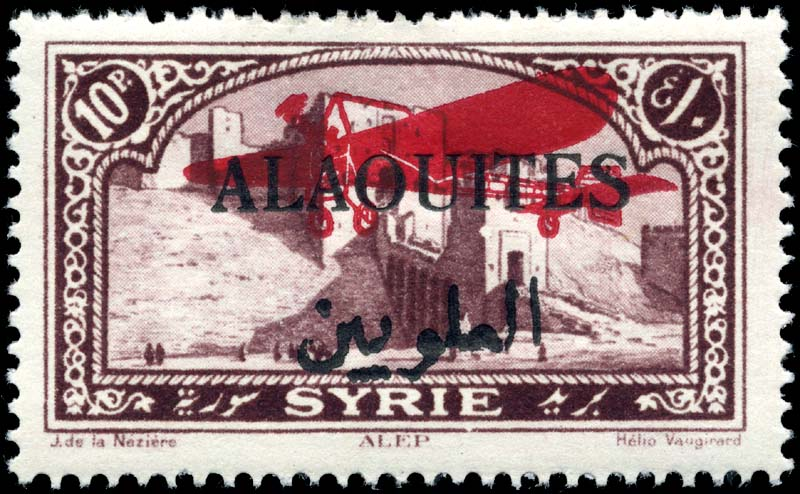
Un timbro siriano a 10 piastre usato nello stato alauita, con una sovrastampa sovrastampata "ALAOUITES"

Lo Stato alauita (in francese État des Alaouites, in arabo دولة العلويين‎?) era situato sulla costa siriana e incorporava la maggioranza degli alauiti, una branca dell'Islam sciita. La città portuale di Latakia era la capitale di questo stato. Inizialmente era un territorio autonomo sotto il dominio francese noto come "Territorio degli alauiti". Entrò a far parte della Federazione siriana nel 1922, ma lasciò di nuovo la federazione nel 1924 e divenne lo "Stato alauita". Il 22 settembre 1930, venne ribattezzato "governo indipendente di Latakia". La popolazione in questo momento era di 278.000 abitanti. Il governo di Latakia si unì infine alla Repubblica siriana il 5 dicembre 1936. Questo stato fu testimone di numerose ribellioni contro i francesi, tra cui quella di Saleh al-Ali (1918-1920).
Il 28 giugno 1922 l'Arrêté 1459 istituì una "Federazione degli Stati autonomi della Siria" che comprendeva lo stato di Aleppo, lo stato di Damasco e lo stato alauita. Tuttavia, due anni e mezzo dopo, il 5 dicembre 1924, l'Arrêté 2979 e l'Arrêté 2980 stabilirono lo Stato alawita come stato indipendente con Latakia come capitale e unificarono separatamente gli Stati di Aleppo e Damasco dal 1º gennaio 1925 in un unico Stato, ribattezzato "d'État de Syrie" ("Stato della Siria").
Nel 1936, sia il Gebel Druso che lo Stato Alauita vennero incorporati nello Stato della Siria.

### Lo Stato della Siria

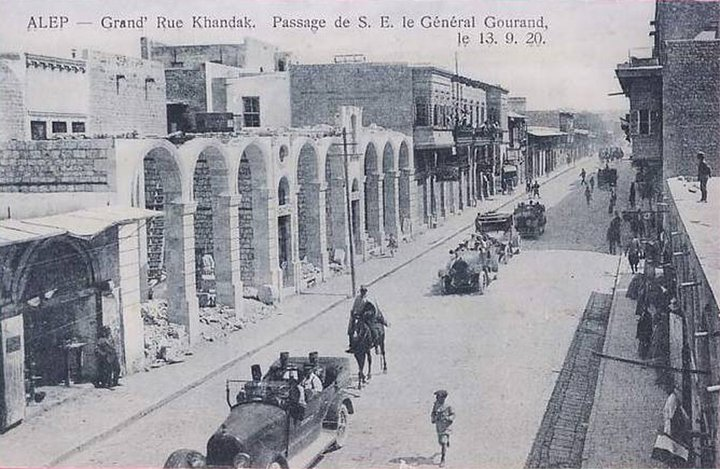
Il generale Gouraud attraversa via al-Khandaq il 13 settembre 1920, Aleppo

Il 1º settembre 1920, il giorno dopo la creazione del Grande Libano e dello Stato Alauita, l'Arrêté 330 separò dal precedente "Gouvernement de Damas" ("Governo di Damasco") un governo indipendente noto come "Gouvernement d'Alep" ( "Governo di Aleppo"), che includeva il sangiaccato autonomo di Alexandretta, che mantenne la sua autonomia amministrativa. I termini "Gouvernement d'Alep" e "Gouvernement de Damas" vennero usati in modo intercambiabile con "l'État d'Alep" e "l'État de Damas" - per esempio, l'Arrete 279 del 1º ottobre 1920 dichiarò nel suo preambolo: "Vu l'arrêté n. 330 del 1er Septembre 1920, créant l'État d'Alep".
Lo Stato di Aleppo (1920–1925, in francese État d'Alep, in arabo دولة حلب‎?) includeva la maggioranza dei musulmani sunniti. Copriva la Siria settentrionale oltre all'intero bacino fertile del fiume Eufrate nella Siria orientale. Queste regioni rappresentavano gran parte della ricchezza agricola e minerale della Siria. Il sangiaccato autonomo di Alessandretta venne aggiunto allo stato di Aleppo nel 1923. La capitale era la città settentrionale di Aleppo, che aveva grandi comunità cristiane ed ebraiche oltre ai musulmani sunniti. Lo stato incorporò anche le minoranze di sciiti ed alauiti. I curdi e gli assiri abitavano le regioni orientali accanto agli arabi.
Lo Stato di Damasco fu un mandato francese dal 1920 al 1925. La capitale era Damasco.
La popolazione principalmente sunnita degli stati di Aleppo e Damasco era fortemente contraria alla divisione della Siria. Ciò portò alla sua rapida conclusione nel 1925, quando la Francia unì gli stati di Aleppo e Damasco nello stato della Siria.

#### Il sangiaccato di Alessandretta

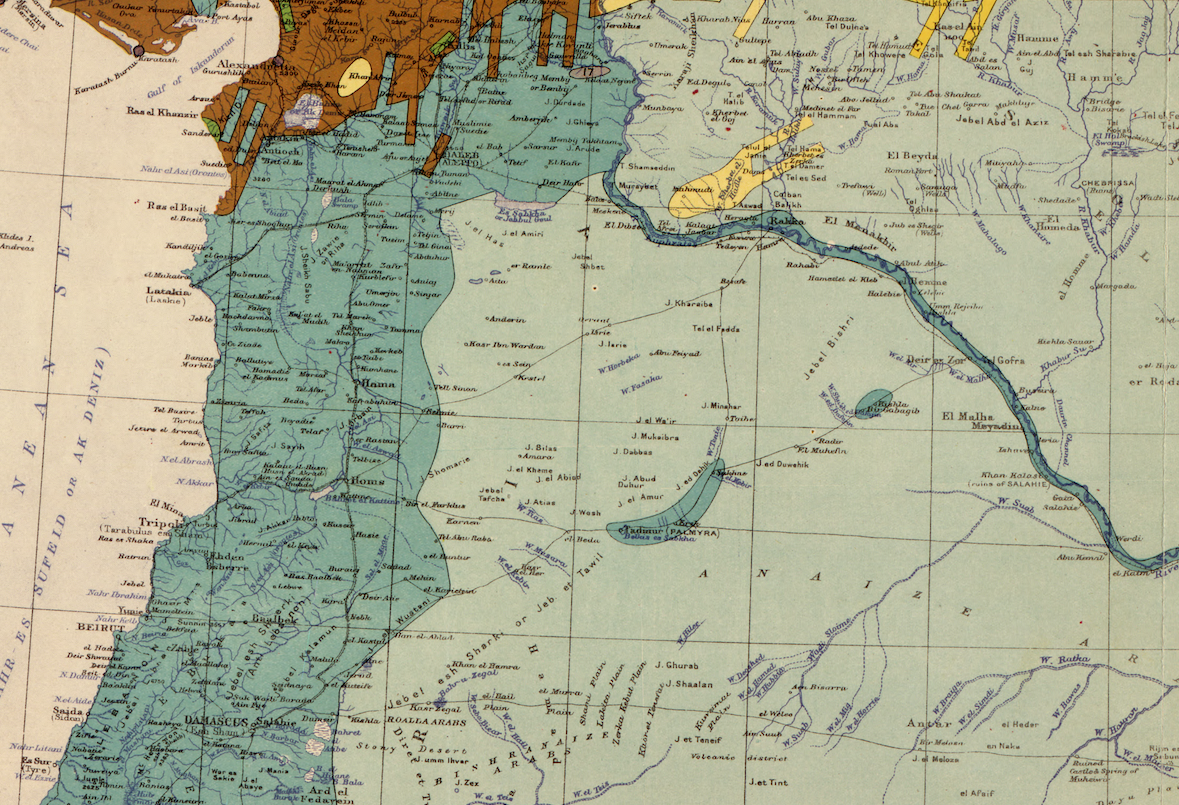
Mappa etnografica della Siria e del Libano in una mappa etnografica della prima guerra mondiale. L'area marrone intorno ad Alessandretta rappresenta i popoli di lingua turca.

Il sangiaccato di Alessandretta divenne una provincia autonoma della Siria ai sensi dell'articolo 7 del trattato franco-turco del 20 ottobre 1921: "Sarà istituito un regime amministrativo speciale per il distretto di Alessandretta. Gli abitanti turchi di questo distretto godranno di strutture per lo sviluppo della loro cultura. La lingua turca deve avere un riconoscimento ufficiale ".
Nel 1923, Alessandretta venne assegnata allo stato di Aleppo e nel 1925 venne direttamente assegnata al mandato francese della Siria, ancora con uno status amministrativo speciale. Il sangiaccato ottenne l'autonomia nel novembre 1937 in un accordo mediato dalla Società delle Nazioni. Sotto il suo nuovo statuto, il sangiaccato divenne "distinto ma non separato" dal mandato francese della Siria a livello diplomatico, collegato sia alla Francia che alla Turchia per questioni di difesa.
Nel 1938, l'esercito turco entrò nella provincia siriana ed espulse la maggior parte dei suoi abitanti arabi alauiti ed armeni. Prima di ciò, gli arabi alauiti e gli armeni erano la maggioranza della popolazione di Alessandretta.
L'assegnazione dei seggi nell'assemblea del sangiaccato era basata sul censimento del 1938 tenuto dalle autorità francesi sotto controllo internazionale. L'assemblea venne nominata nell'estate del 1938 e il trattato franco-turco che stabiliva lo status del sangiaccato venne firmato il 4 luglio 1938.
Il 2 settembre 1938, l'assemblea proclamò il sangiaccato di Alessandretta come repubblica di Hatay. La repubblica durò per un anno sotto la supervisione militare congiunta francese e turca. Il nome Hatay stesso venne proposto da Atatürk e il governo era sotto il controllo turco. Nel 1939, a seguito di un referendum popolare, la repubblica di Hatay divenne una provincia turca.

### Lo Stato del Gebel Druso
Il 24 ottobre 1922, l'Arrêté 1641 istituì l'"État autonome du Djebel druze" ("Stato autonomo del Gebel Druso")
Venne creato per la popolazione drusa della Siria meridionale. Aveva una popolazione di circa 50.000 abitanti e la sua capitale ad As-Suwayda.
Nel 1936, sia il Gebel Druso che lo Stato Alauita vennero incorporati nello stato della Siria.

## Le richieste di autonomia non concesse dalle autorità del mandato francese

### La provincia di Al-Jazira
Nel 1936–1937 vi fu una certa agitazione autonomista tra assiri e curdi, sostenuta da alcuni beduini, nella provincia di Al-Jazira. I suoi partigiani volevano che le truppe francesi rimanessero nella provincia in caso d'indipendenza siriana, poiché temevano che il governo nazionalista di Damasco avrebbe sostituito i funzionari delle minoranze con gli arabi musulmani della capitale. Le autorità francesi rifiutarono di prendere in considerazione qualsiasi nuovo status di autonomia all'interno della Siria.

### La regione del Golan
A Quneitra e nella regione del Golan, c'era una grande comunità circassa. Per le stesse ragioni delle loro controparti assira, curda e beduina nella provincia di Al-Jazira nel 1936-1937, diversi leader circassi volevano uno status di autonomia speciale per la loro regione nel 1938, poiché temevano la prospettiva di vivere in una repubblica siriana indipendente sotto un governo arabo nazionalista ostile alle minoranze. Volevano anche che la regione del Golan diventasse una patria nazionale per i rifugiati circassi del Caucaso. Un battaglione circassiano prestò servizio nell'Armata del Levante francese e l'aiutò contro le rivolte nazionaliste arabe. Come nella provincia di Al-Jazira, le autorità francesi rifiutarono di concedere qualsiasi status di autonomia ai circassi del Golan.

## Alti commissari
- 26 nov 1919 – 23 nov 1922: Henri Gouraud
- 23 nov 1922 – 17 apr 1923: Robert de Caix de Saint-Aymour (provvisorio)
- 19 apr 1923 – 29 nov 1924: Maxime Weygand
- 29 nov 1924 – 23 dic 1925: Maurice Sarrail
- 23 dic 1925 – 23 giu 1926: Henry de Jouvenel
- ago 1926 – 16 lug 1933: Auguste Henri Ponsot
- 16 lug 1933 – gen 1939: Damien de Martel
- gen 1939 – nov 1940: Gabriel Puaux
- 24 nov 1940 – 27 nov 1940: Jean Chiappe (morto in volo per entrare in carica)
- 6 dic 1940 – 16 giu 1941: Henri Dentz
- 24 giu 1941 – 7 giu 1943: Georges Catroux
- 7 giu 1943 – 23 nov 1943: Jean Helleu
- 23 nov 1943 – 23 gen 1944: Yves Chataigneau
- 23 gen 1944 – 1° sett 1946: Étienne Paul Beynet